# Pierre Vogel

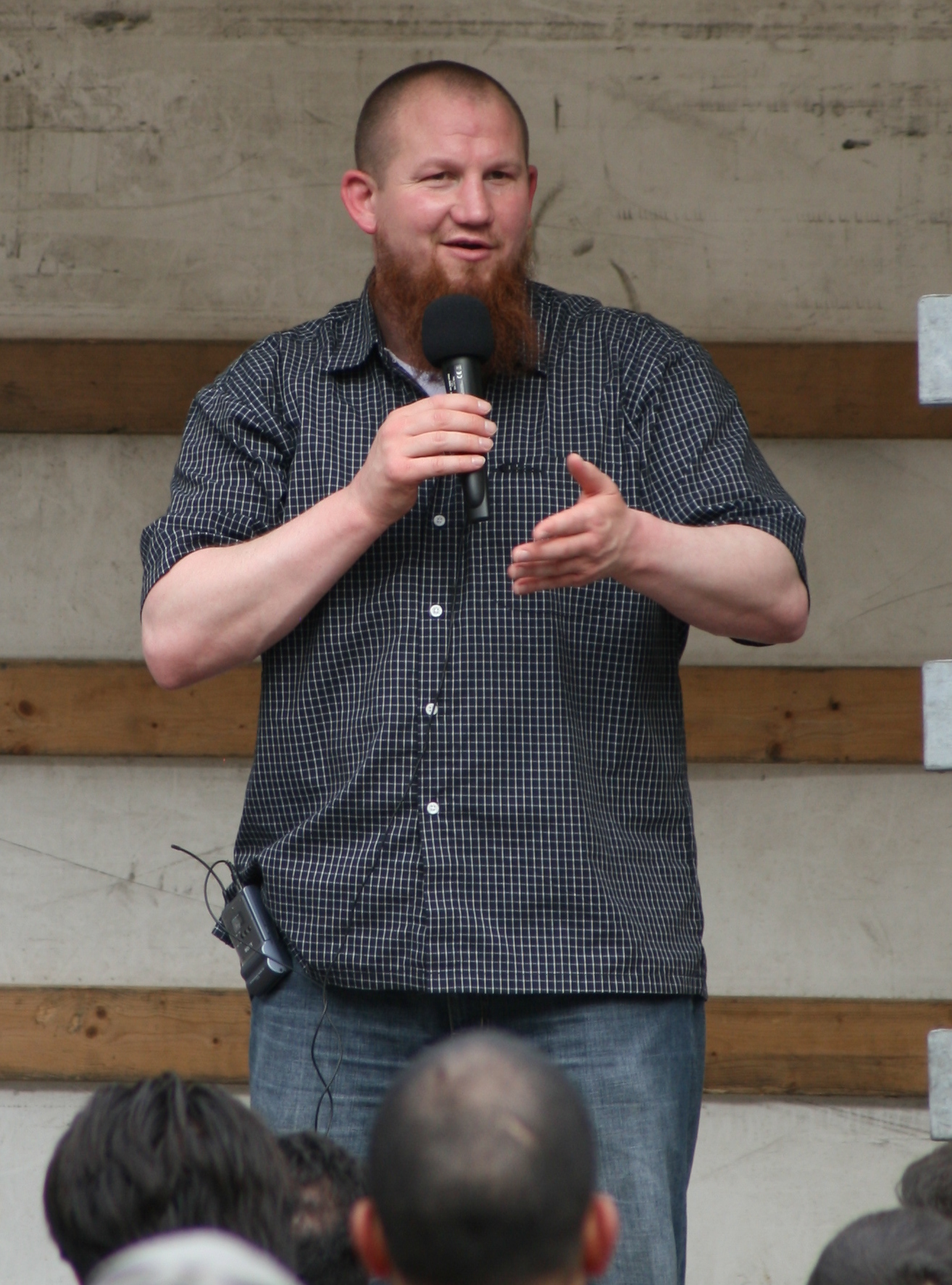
Pierre Vogel während einer Kundgebung in Freiburg 2014

Pierre Vogel (Pseudonym Abu Hamza, arabisch أبو حمزة, DMG Abū Ḥamza ‚Vater von Hamza‘; * 20. Juli 1978 in Frechen) ist ein deutscher islamistischer Prediger und ehemaliger Boxer, der als einflussreich in der deutschen Salafismusszene gilt. Staatliche Ermittlungs- und Verfolgungsbehörden halten Vogel, der selber vom evangelischen Christentum zum sunnitischen Islam konvertiert ist, für eine der einflussreichsten Personen unter extremistischen Konvertiten.

## Leben
Pierre Vogel wurde evangelisch getauft und konfirmiert. Er besuchte nach eigenen Angaben das Norbert-Gymnasium in Dormagen, eine römisch-katholische Bekenntnisschule.
Vogel begann 1993 mit dem Boxsport und trainierte beim Berliner TSC. 1996 wurde er deutscher Jugendmeister (U 19) im Mittelgewicht und war im selben Jahr neben Felix Sturm auch Teilnehmer des internationalen Brandenburg-Cup in Frankfurt (Oder), wo er die Silbermedaille im Mittelgewicht gewann. Mit 16 Jahren wechselte er auf ein Berliner Sportinternat im Sportforum Hohenschönhausen und erwarb dort 1999 sein Abitur. Anschließend leistete er Zivildienst. Im Jahr 2000 begann er eine Karriere als Profiboxer beim Boxstall Sauerland Event und blieb in sieben Kämpfen bei einem Unentschieden ungeschlagen. Er trat bei WM- und EM-Vorkämpfen von Sven Ottke, Danilo Häußler, Vitali Klitschko und Artur Grigorian auf.
Am 11. Mai 2001 fuhr Vogel mit einem US-amerikanischen Trainingspartner in eine Moschee nach Frechen, wo er spontan das muslimische Glaubensbekenntnis aussprach und dadurch den Islam offiziell annahm. Dem sei eine ausführliche Beschäftigung mit allen Religionen vorausgegangen. Keine andere habe ihn überzeugen können, auch nicht das Christentum. Im Juni 2002 gab er den Boxsport auf, da er ihn nicht mehr mit seinem Glauben vereinbaren konnte.
Ein an der Universität zu Köln aufgenommenes Lehramtsstudium für Grund- und Hauptschulen brach Vogel nach dem ersten Semester ab, im Anschluss begann er in Bonn eine Sprachausbildung in Arabisch, die er ebenfalls abbrach. 2003 heiratete Vogel eine Marokkanerin und ging 2004 mit einem Stipendium für drei Semester an das Arabische Institut für Ausländer an der Umm-Al-Qura-Universität in Mekka.
In einer Talkshow gab Vogel 2010 an, er habe einen der späteren Terroristen der Sauerland-Gruppe im Jahr 2005 oder 2006 in Mekka getroffen und ihm von Anschlägen in Deutschland abgeraten. 2006 kehrte Vogel nach Deutschland zurück, nachdem seine Tochter mit einem Herzfehler in Bonn auf die Welt gekommen war; Tochter und Ehefrau konnten daraufhin nicht wie geplant nach Mekka nachkommen.
Bis zur Selbstauflösung des salafistischen Vereins Einladung zum Paradies (kurz EZP) im Jahr 2011 war Vogel dort Mitglied und galt zwischenzeitlich als dessen Aushängeschild. Der Verein galt beim Bundesamt für Verfassungsschutz als einflussreiche Propagandaplattform salafistischer Ideologie.
Nachdem Vogel im Sommer 2014 kurzfristig versucht hatte, in der Hamburger Salafistenszene Fuß zu fassen und kurz in Hamburg-Wilhelmsburg gewohnt hatte, zog er im selben Jahr nach Bergheim bei Köln. Das Landesamt für Verfassungsschutz Hamburg war alarmiert und warnte öffentlich im Vorfeld seines Umzugs.
Im Dezember 2015 wurde aufgrund einer Mitteilung der Staatsanwaltschaft Koblenz bekannt, dass sein Vater Walter Vogel Mitglied bei den Hells Angels ist.

## Predigertätigkeit

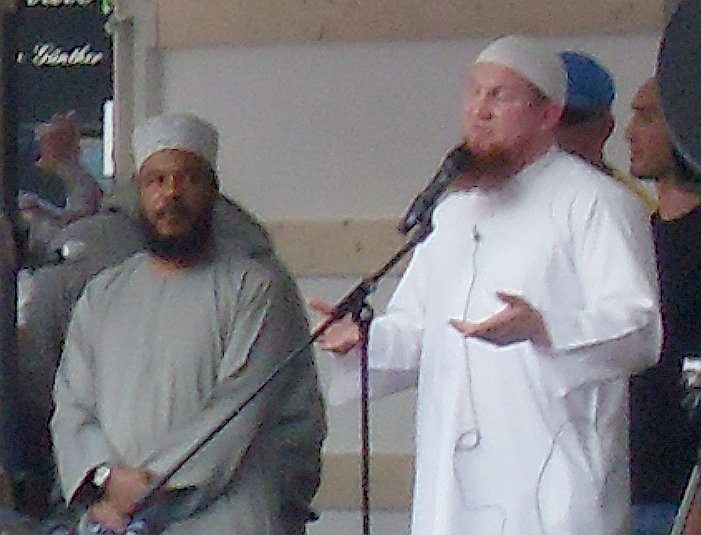
Bilal Philips und Pierre Vogel, 2011

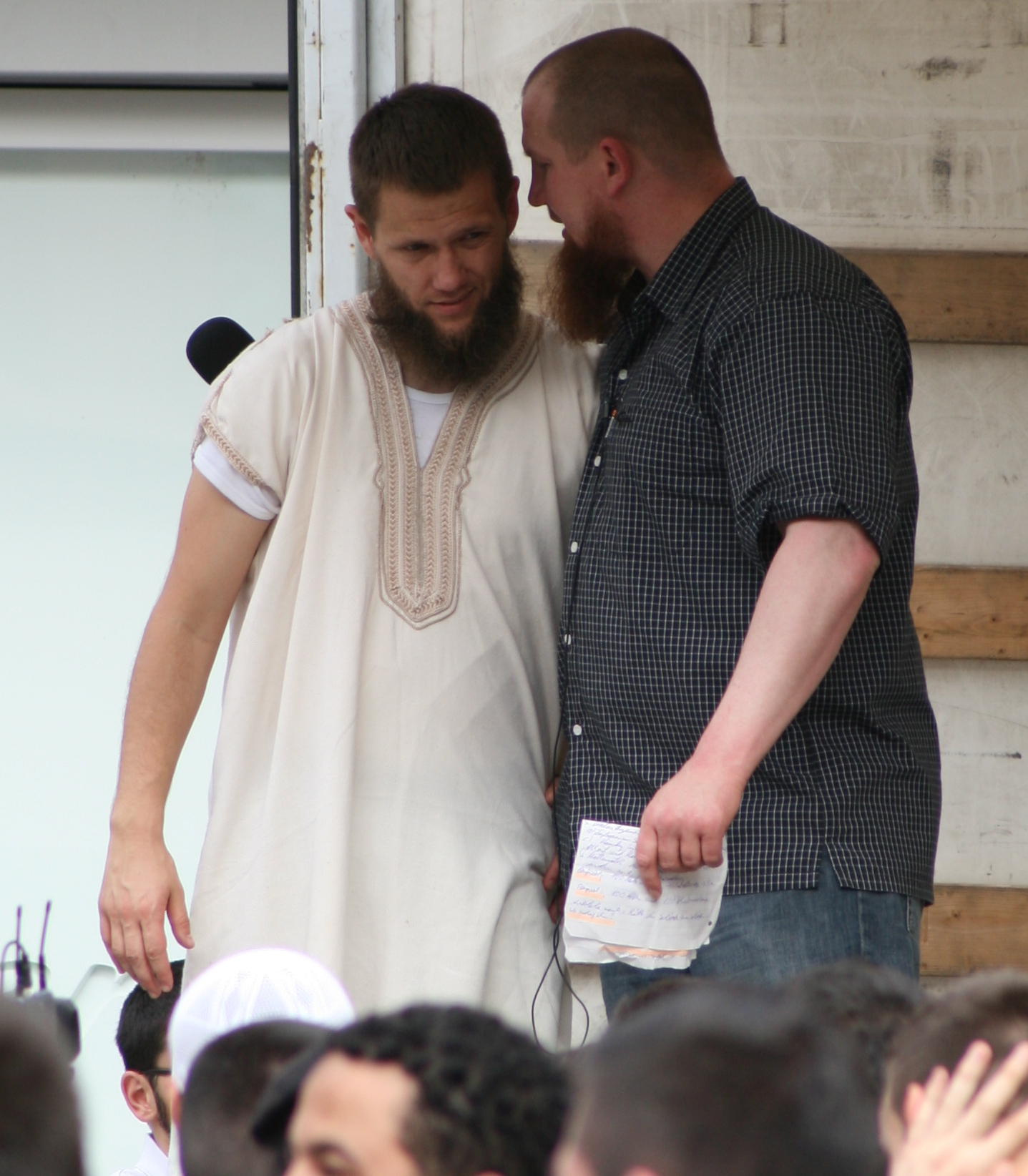
Sven Lau (links) zusammen mit Pierre Vogel bei einer Kundgebung in Freiburg, Juni 2014

Ab 2006 folgte die Tätigkeit als islamistischer Prediger. Vogel ist überwiegend durch seine zahlreichen Vorträge über den Islam (z. B. die Glaubenslehre) wie auch über Einzelthemen (z. B. die Stellung der Frau im Islam) bekannt. Im Internet finden sich zahlreiche Videos von Vogel, darunter neben Vorträgen auch von Vogel geleitete Konversionen von Deutschen zum Islam. Öffentlich inszenierte Konversionen sind auch bei seinen Kundgebungen üblich.
Am 20. April 2011 hielt Vogel zusammen mit Bilal Philips vor etwa 1500 Anhängern eine Kundgebung in der Frankfurter Innenstadt ab, die erst nach juristischen Auseinandersetzungen und unter Auflagen bezüglich der vertretenen Positionen stattfinden konnte. Ein für den 7. Mai 2011 geplantes öffentliches Totengebet für den fünf Tage zuvor getöteten Terroristen Osama bin Laden wurde von der Stadt Frankfurt am Main untersagt. Nach einer gerichtlichen Entscheidung wurde eine andere Kundgebung durchgeführt.
Vogel trat am 9. Juni 2012 auf dem 1. Islamischen Friedenskongress in Köln auf, einer von ihm initiierten Kundgebung, die für breite Aufmerksamkeit in den Medien sorgte, weil sie im zeitlichen Kontext der salafistischen Ausschreitungen in Bonn im Mai 2012 und der dadurch verschärften öffentlichen Debatte über ein Verbot des Salafismus in Deutschland sowie der laufenden Kampagne zur Verteilung von Koran-Übersetzungen in mehreren deutschen Großstädten stattfand.
Im Januar 2014 startete Vogel eine Deutschlandtour, die ihn seiner Ankündigung zufolge durch 33 deutsche Städte führen sollte. Seine Kundgebungen wurden im Internet beworben und von Angehörigen der jeweiligen örtlichen Salafisten-Szene angemeldet. Die Zahl der Versammlungsteilnehmer blieb laut nordrhein-westfälischem Verfassungsschutzbericht für das Jahr 2014 durchgängig deutlich hinter den angemeldeten Teilnehmerzahlen zurück, so dass die Deutschlandtour nicht im ursprünglich angekündigten Umfang durchgeführt wurde.
Ende Mai 2014 untersagte die Stadt Bremen eine für den 1. Juni angemeldete Kundgebung mit Vogel und Sven Lau vor dem Bremer Hauptbahnhof, weil die salafistische Ideologie „elementar der freiheitlich-demokratischen Grundordnung“ widerspreche und „den Weg für Gewalt und Terrorismus“ ebne. Doch sowohl das Verwaltungs- als auch das Oberverwaltungsgericht Bremen gestatteten sogar verfassungsfeindliche Äußerungen, solange sie nicht strafbar seien. Die Stadt habe keine strafbaren Äußerungen vorlegen können, die das Verbot gerechtfertigt hätten. Auf der Kundgebung nannte Vogel islamistische Kämpfer in Syrien „Freiheitskämpfer“, aber er bezeichnete es als „Schwachsinn“, zu behaupten, er fordere in Deutschland dazu auf, sich ihnen anzuschließen. An seine Zuhörer appellierte er, sich als Repräsentanten des Islam „auf beste Art und Weise zu den Mitmenschen zu verhalten“.
Vogel wird zusammen mit Bilal Gümüs als Organisator der als Nachfolgeprojekt der im Herbst 2016 verbotenen Koranverteilungskampagne Lies! konzipierten Kampagne We love Muhammad betrachtet, mit der er massiv zu missionieren versuche. Die salafistische Straßenmission war seither verschiedentlich in Deutschland und der Schweiz aktiv.

## Standpunkte und Rhetorik

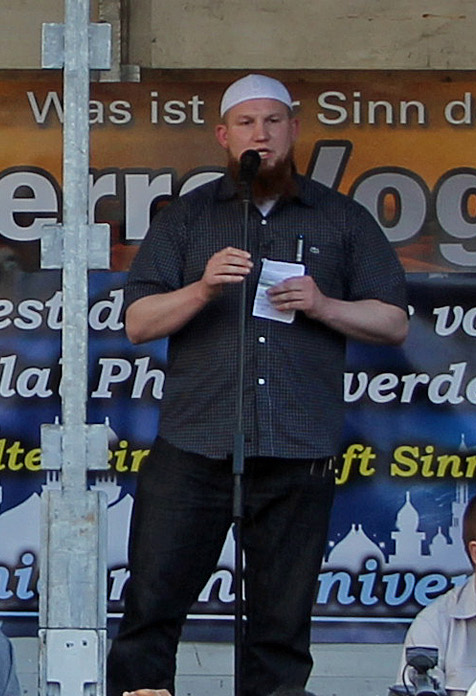
Pierre Vogel während einer Kundgebung in Koblenz 2011

Vogel verbreitet seine Thesen besonders bei einem jüngeren Publikum. In seinen – als islamistische Hasspredigten bezeichneten – Darstellungen wird oft der Einfluss der Salafiyya deutlich. Vogel spricht sich für das Tragen von Kopftüchern bei Muslimas aus. Er vergleicht es mit der Kleiderordnung auf der Arbeit, man habe einen Vertrag unterschrieben, sich an die Anordnungen des Chefs bzw. des Propheten zu halten und bekomme dafür Lohn. Wenn man sich nicht daran halte, bekomme man eben weniger oder keinen Lohn. Vogel positioniert sich gegen Zwangsheiraten, da diese ausdrücklich vom Propheten Mohammed verboten worden seien. Gewalt gegen Unschuldige, Terroranschläge sowie Ehrenmorde hält Vogel für unvereinbar mit dem Islam. Vogel lehnt die Evolutionstheorie und den Darwinismus ab, der in den Schulen gelehrt wird.
Vogel hat mit seinem jovialen und an die Jugendsprache angenäherten Predigt-Stil großen Erfolg insbesondere bei jüngeren Deutschen und sowohl muslimischen als auch nicht-muslimischen Migranten der zweiten und dritten Generation.
Vogel distanziert sich vom Einsatz von Gewalt zur Missionierung. Der Bundeszentrale für Politische Bildung zufolge ist sein Weltbild jedoch von einer strikten Einteilung in islamisches und unislamisches Verhalten, „richtig“ und „falsch“ beziehungsweise „gut“ und „böse“ geprägt. In diesem Sinne fordert er insbesondere junge, in Deutschland lebende Muslime auf, sich konsequent von ihrer nicht-muslimischen Lebensumwelt abzugrenzen. Damit bergen Vogels Predigten aus der Sicht von Sicherheitsbehörden die Gefahr, zur Radikalisierung „einzelner sehr religiöser Jugendlicher“ beizutragen. Die Situation der Muslime in Deutschland vergleicht Vogel mit der früheren Verfolgung von Juden durch die Nationalsozialisten. Bis 2011 sprach sich Vogel ausdrücklich gegen politische Gewalt aus; seit 2011 äußert er jedoch Verständnis dafür, dass „einige Muslime auf ‚Angriffe gegen den Islam‘ mit Gewalt reagieren“.
In Videos gibt er in Form seines Shirts mit dem Logo der Terrormiliz Islamischer Staat (IS) ein Statement. Die islamistischen Milizionäre in Syrien nannte er „Freiheitskämpfer“; damit „tänzelt“ er nach Ansicht des KSTA-Autors Markus Decker „an der Schwelle zur Strafbarkeit, ohne sie zu überschreiten.“ Während die politische Öffentlichkeit in Deutschland im Sommer 2014 intensiv darüber diskutierte, wie den vom IS bedrängten Jesiden im Nordirak geholfen werden könne, rief Vogel die Jesiden dazu auf, zum Islam zu konvertieren.
Im April 2016 rief der IS seine Anhänger in der 14. Ausgabe der IS-Propagandazeitschrift Dabiq zur Tötung von Vogel auf. Als Begründung gilt, dass Vogel ein Abtrünniger sei, der „den Komfort der westlichen Welt angenommen und ein friedliches Leben in den Ländereien der ältesten Feinde des Islams angenommen“ habe. Nach den Terroranschlägen von Paris am 13. November 2015 hatte er via Facebook kritisiert, dass solche Anschläge laut Koran verboten seien. Nach Ansicht von n-tv nutzt Vogel die IS-Drohung als Werbung für seine eigenen Zwecke; er ließ auf Facebook einen Ausschnitt aus der IS-Zeitschrift als Argument gegen seine Kritiker teilen.

## Rezeption
Verschiedene deutsche Medien bezeichnen Vogel als islamistisch oder als islamistischen Hassprediger. Auf der Website der Westdeutsche Allgemeine Zeitung heißt es: „Beobachter und liberale Muslime halten seine Ansichten für integrations- und verfassungsfeindlich.“ Christoph Ehrhardt schreibt auf FAZ.net: „Pierre Vogel ist eine der prominentesten – und nach der Einschätzung der Sicherheitsbehörden auch einflussreichsten – Figuren der deutschen Konvertitenszene“. Spiegel Online zufolge bezeichnen Teile der Salafisten Vogel als „‚Feind der Mudschahidin‘, als ‚Schleimer‘ oder als Ungläubigen“.
Vom Verfassungsschutz Berlin wird Vogel als problematisch eingeschätzt, da er zwar, so Frank Jansen im Tagesspiegel, „in seinen Ansprachen im Internet den Terror“ ablehne, aber „andererseits mit seinen Parolen die Radikalisierung von Muslimen“ vorantreibe. Vogel gilt nach Einschätzung des Verfassungsschutzes Schleswig-Holsteins als „einer der bekanntesten Protagonisten des salafistischen Durchschnitts-Spektrums“. Derselbe Bericht bestätigt Vogels Distanzierung von Gewalt, sieht jedoch in seiner Islaminterpretation „deutliche salafistische Züge“, geprägt von „antichristlichem Ressentiment“ und der Darstellung der „absoluten Überlegenheit des Islam“. Auch in einer für die Europäische Kommission vom britischen Change Institute erstellten Studie wird Vogel für eine sehr profilierte Person gehalten, die die salafistische Version des Islam predige.
Der niedersächsische Innenminister Uwe Schünemann erklärte bei der Vorstellung des Verfassungsschutzberichts 2007, Vogel habe in einer Moschee in Göttingen die Verheiratung neunjähriger Mädchen gerechtfertigt, der Vortrag sei „nur als abartig zu bezeichnen“. Im Bericht selbst wird Vogel nicht namentlich erwähnt.
Im Vorfeld einer geplanten Veranstaltung des Islamischen Zentralrates Schweiz 2009 in Bern, bei der Vogel als Redner auftreten sollte, wurde gegen ihn ein Einreiseverbot verhängt. Das Schweizer Bundesamt für Migration berief sich dabei auf das Ausländergesetz, das Einreiseverbote erlaubt, wenn Ausländer in der Schweiz oder im Ausland gegen die öffentliche Sicherheit und Ordnung verstoßen. Beim Versuch, dennoch in die Schweiz einzureisen, wurde Vogel an der Grenze zurückgewiesen.
In dem im Mai 2018 erschienenen Fachbuch Extremismusforschung: Handbuch für Wissenschaft und Praxis, herausgegeben von den Politikwissenschaftlern Eckhard Jesse und Tom Mannewitz, kommen die Autoren in der biografischen Porträtierung von Vogel zu dem Schluss, dass er die „derzeit aktivste Person und das öffentlich prominenteste Gesicht der salafistischen Szene“ sei.

## TV-Reportagen
- Gefährliches Netzwerk Salafisten-Szene in Deutschland, Spiegel TV 8. Mai 2011